# Визильтер, Вилен Семёнович
Вилен Семёнович Визильтер (род. 1938) — советский и российский сценарист и режиссёр документального кино, лауреат Государственной премии СССР.

## Биография
Родители в начале 1930-х годов приехали в Таврию осваивать целину. Отец погиб в 1943 г. под Сталинградом. Годы Великой Отечественной войны с матерью и братом находился в эвакуации в Актюбинске. После возвращения, окончив школу в 1956 г., поступил в Днепропетровский металлургический институт. Начал трудовую деятельность вальцовщиком в листопрокатном цехе завода «Запорожсталь». Переехав во Владикавказ, профессионально занимался альпинизмом, участвовал в восхождениях на Казбек, Ай-Петри, Алибек. Первый телевизионный документальный фильм «Христоносцы» снял в 1962 году на Северо-Осетинской студии телевидения.
В 1964 году поступил на Факультет журналистики МГУ, отделение телевидения. Учёбу совмещал с работой в редакции информации и в других редакциях Центрального телевидения в качестве автора-оператора. С 1965 по 1969 гг. участвовал в движении студенческих строительных отрядов, после чего был снят полнометражный документальный фильм «У нас в рюкзаках города». География фильма огромна: Казахстан, Дальний Восток, строительство дороги «Абакан-Тайшет», Байкало-Амурской магистрали. В начале 1970-х гг. работал на Казахском телевидении. С документальным телефильм «Кому останутся сады», снятым в 1972 году на студии «Казахтелефильм», получил звание лауреата на Всесоюзном фестивале телевизионных фильмов.
Первый свой телевизионный спектакль «Театральный разъезд» по Н. В. Гоголю создал в литературно-драматической редакции Центрального телевидения. В 1976—1977 гг. снял три полнометражных документальных фильма в рамках телепроекта «Наша биография» на Центральном телевидении. В 1979 году в Главной редакции научно-популярных и образовательных программ Центрального телевидения был снят первый телеспектакль с элементами рок-оперы «Наследники Прометея», созданный вместе с Александром Градским. 1986—1988 гг. — выпуск сатирической программы «И в шутку и всерьез», программы «Человек и закон». 1988—1994 гг. — выпуск цикла программ «ПРОК: Бизнес и политика» на ЦТ. Награждён медалью «Защитник свободной России» за информационное освещение событий 1991, 1993 гг.
В 1999—2002 гг. вместе с Аркадием Вайнером и Натальей Дарьяловой в качестве Главного редактора и Заместителя Генерального директора создавал один из первых частных телеканалов, нравственно-правовой телеканал «Дарьял-ТВ». После 2002 г. вернулся в документальное кино, где продолжает работать в качестве сценариста и режиссёра.
В 2007 г. получил первую премию за сценарный кино-проект «Русские мастера» на всероссийском конкурсе киносценариев «Россия. Большая и многонациональная».
В 2008 г. в издательстве «Грифон» вышла книга-автобиография «Телевидение. Закадровые нескладушки».

## Фильмография
2012 г. — «Русские таланты и поклонники» (документальный фильм), кинокомпания «Астрафильм»
2012 г. — «Рудольф Нуреев. Мятежный демон» (по гранту Федерального агентства по кинематографии Министерства культуры РФ)
2011 г. — «Мечеть Парижской Богоматери» (документальный фильм), кинокомпания «Клото»
2011 г. — «Федоскино — чистый родник», фильм из цикла «Русские мастера» (по гранту Федерального агентства по кинематографии Министерства культуры РФ)
2011 г. — «Кузнец Ея Величества» — фильм из цикла «Русские мастера» (по гранту Федерального агентства по кинематографии Министерства культуры РФ)
2010 г. — «Две жизни Иосифа Грига», фильм о выдающемся советском разведчике Иосифе Григулевиче
2009 г. — «Москва придумает меня», фильм о трагической судьбе талантливого русского поэта Аркадия Кутилова, с участием Евгения Евтушенко (по гранту Федерального агентства по кинематографии Министерства культуры РФ)
2008 г. — «Казино „Террор“» (документальный фильм), кинокомпания «Клото»
2006 г. — «Герои не умирают», кинотрилогия о героях Белоруссии в ВОВ, кинокомпания «Клото»
2006 г. — «Полет с осенними ветрами», фильм о национальном татарском поэте Габдулле Тукае. Телеканал «Культура» (по гранту Федерального агентства по кинематографии Министерства культуры РФ)
2004 г. — «13 мгновений судьбы», документальный фильм об императрице Марии Федоровне, кинокомпания «Мастер-фильм» по заказу телеканала «Россия»
2003 г. — «Диктатор Крыма», документальный фильм о Якове Слащеве, кинокомпания «Мастер-фильм»
2003 г. — «Диалоги с Колчаком», документальный фильм из серии «Русский выбор» Никиты Михалкова, кинокомпания «Мастер-фильм»
2002 г. — «За нами Москва», документальный фильм о битве под Москвой, киностудия «Чистые пруды»
1988—1994 гг. — «ПРОК. Бизнес и политика» (ежемесячная программа), Центральное телевидение
1987 г. — «И в шутку и всерьез» (сатирическая программа), Центральное телевидение
1986 г. — «Скажите им правду» (телевизионный политический театр), Центральное телевидение
1983 г. — «Рассказы о партии: 1917 г.» (Многосерийный документальный фильм к 80-летию 1-го съезда РСДРП), Центральное телевидение
1980 г. — «Томас Мюнцер» (телеспектакль), Центральное телевидение
1978 г. — «Наследники Прометея» (телевизионная рок-опера)
1977 г. — «Наша биография»: «1925 год», «1936 год», «1950 год» (многосерийный документальный фильм к 60-летию Октябрьской революции), Государственная премия СССР, Центральное телевидение
1975 г. — «Марат Раджибаев» (документальный фильм), Творческое объединение «Ровесники» Казахского телевидения
1973 г. — «В стране отважных» (детский документальный фильм), «Казахтелефильм»
1972 г. — «Кому останутся сады» (документальный фильм о детях Казахстана), «Казахтелефильм»
1972 г. — «Досмукасан» (фильм-концерт молодежного казахского музыкального ансамбля), «Казахтелефильм»
1970 г. — «Черное море» (телеспектакль по повести К. Паустовского), Центральное телевидение
1968 г. — «Театральный разъезд» (телеспектакль), Центральное телевидение
1966 г. — «У нас в рюкзаках города», Центральное телевидение
1961 г. — «Христоносцы», Северо-Осетинская студия телевидения